# Kfar Chananja
Kfar Chananja (hebrejsky כְּפַר חֲנַנְיָה‎, v oficiálním přepisu do angličtiny Kefar Hananya, přepisováno též Kfar Hananya) je vesnice typu společná osada (jišuv kehilati) v Izraeli, v Severním distriktu, v Oblastní radě Merom ha-Galil.

## Geografie
Leží v nadmořské výšce 348 metrů, na východním okraji údolí Chananja na rozmezí Horní a Dolní Galileje. Je situován cca 32 kilometrů východně od břehů Středozemního moře.
Obec se nachází cca 110 kilometrů severovýchodně od centra Tel Avivu, cca 42 kilometrů severovýchodně od centra Haify a cca 8 kilometrů jihozápadně od Safedu. Kfar Chananja obývají Židé, přičemž osídlení v tomto regionu je převážně židovské. Pouze 3 kilometry na jih leží město Maghar, které obývají izraelští Arabové a Drúzové, a 3 kilometry na severozápad vesnice Ejn al-Asad, kterou obývají Drúzové.
Obec Kfar Chananja je na dopravní síť napojena pomocí lokální silnice číslo 806, jež severně od vesnice ústí do dálnice číslo 85.

## Dějiny

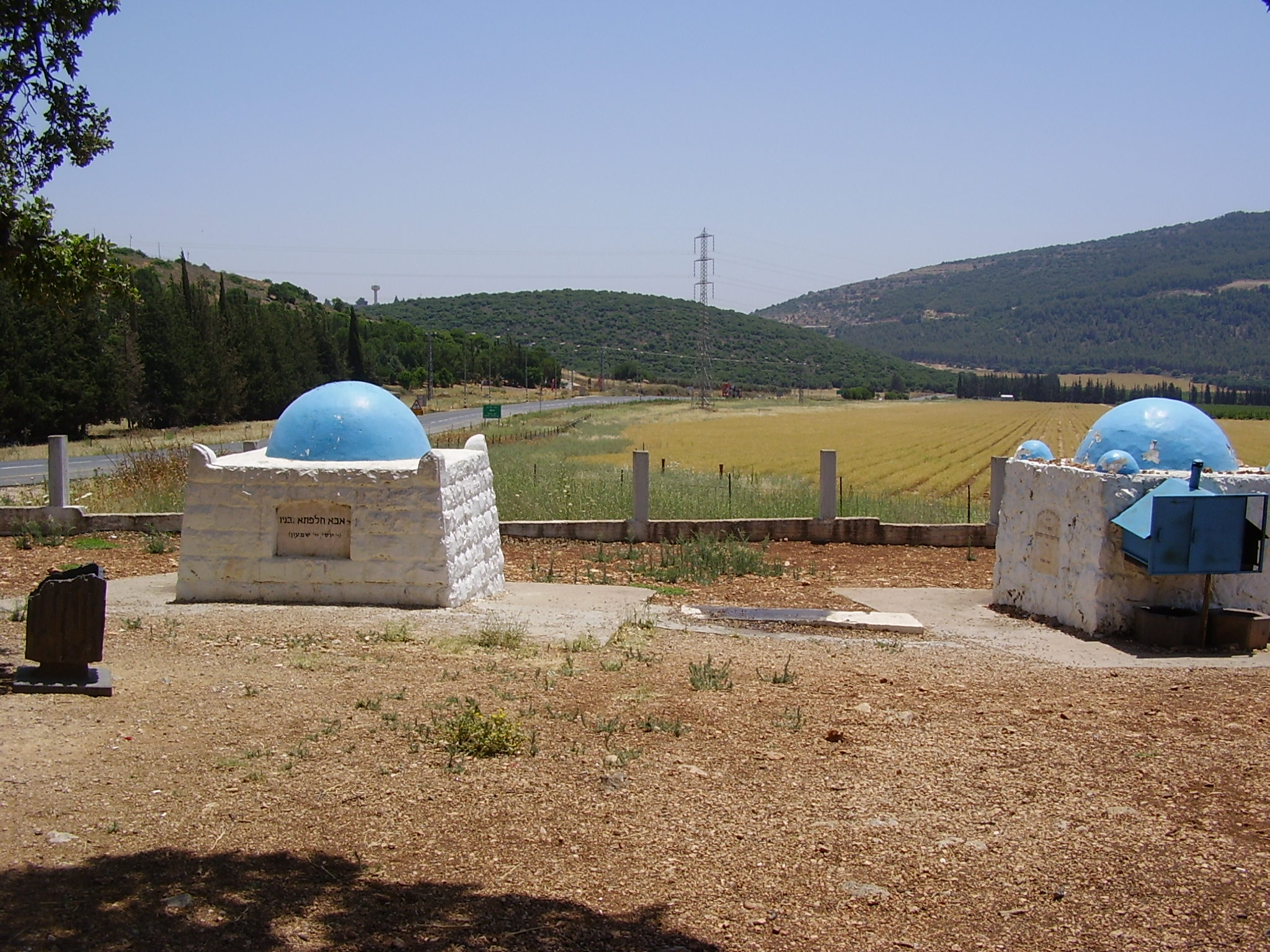
Hrobka starověkého rabína Chalafty v údolí Chananja

Na místě nynější vesnice existovalo od starověku židovské sídlo a židovské osídlení se zde udrželo až do konce 16. století. Poblíž se dodnes nacházejí hrobky židovských učenců (například hrob rabína Chalafty). Vesnice Kfar Chananja byla založena v roce 1990. První osadníci se sem ale přistěhovali už roku 1977. Patřili k nábožensky orientované organizaci ha-Po'el ha-mizrachi. Mělo jít o sídlo, které nabídne bydlení mladé generaci rodáků z mošavů v Galileji. Vesnice pak několikrát proměnila svůj charakter, původně šlo o družstevně organizovaný mošav. Roku 1992 se změnila na společnou osadu (jišuv kehilati).
V Kfar Chananja je k dispozici nebo ve výstavbě zdravotní středisko, obchod, synagoga, sportovní areály a zařízení předškolní péče o děti. Základní škola je u obce Meron nebo ve vesnici Parod. Většina obyvatel pracuje v průmyslu nebo ve službách. Část z nich za prací dojíždí mimo obec. Rozvíjí se turistický ruch.
V roce 2003 byla u obce založena nová obytná čtvrť Ma'ale Chen (מעלה חן) s 85 bytovými jednotkami.

## Demografie
Obyvatelstvo Kfar Chananja je smíšené, tedy sekulární i nábožensky orientované. Podle údajů z roku 2014 tvořili populaci v Kfar Chananja Židé (včetně statistické kategorie „ostatní“, která zahrnuje nearabské obyvatele židovského původu ale bez formální příslušnosti k židovskému náboženství).
Jde o menší sídlo vesnického typu s dlouhodobě výrazně rostoucím počtem obyvatel. K 31. prosinci 2014 zde žilo 668 lidí. Během roku 2014 populace stoupla o 4,9 %.
| Rok            | 1995 | 2001 | 2003 | 2004 | 2005 | 2006 | 2007 | 2008 | 2009 | 2010 | 2011 | 2012 | 2013 | 2014 |
| -------------- | ---- | ---- | ---- | ---- | ---- | ---- | ---- | ---- | ---- | ---- | ---- | ---- | ---- | ---- |
| Počet obyvatel | 127  | 193  | 257  | 373  | 382  | 433  | 475  | 517  | 509  | 556  | 605  | 640  | 637  | 668  |